# Státní okresní archiv Louny
Státní okresní archiv Louny je od roku 2003 jednou z organizačních složek Státního oblastního archivu v Litoměřicích. Vykonává předarchivní dohled na území okresu Louny. Ve své činnosti se řídí Zákonem o archivnictví a spisové službě č. 499/2004 Sb. ve znění pozdějších předpisů a příslušnými prováděcími vyhláškami. V archivu je uloženo přibližně 2500 běžných metrů písemností.

## Historie
Archiv vznikl roku 1960 v důsledku územně-správní reformy v témže roce. Z bývalých okresů Louny, Podbořany a Žatec vznikl okres jediný se správním sídlem v Lounech. Podbořanský archiv byl do té doby umístěný v památkově chráněném objektu fary, Náměstí čp. 2 v Blšanech. Žatecký okresní archiv sídlil rovněž v památkově chráněné budově, a to v čp. 119 v Dlouhé ulici v Žatci. Sídlem Okresního archivu v Lounech byl zprvu zadní trakt objektu radnice čp. 35 na Mírovém náměstí, v roce 1956 se přestěhoval do renesanční budovy čp. 57 na Mírovém náměstí, kdysi zvané Daliborka. Po roce 1960 bylo třeba centralizovat archivní soubory, které byly kromě Blšan a Žatce rozptýleny také na zámku v Libočanech a ve zrušené škole v Oboře, vesnici, kde Lůžek bydlel. Roku 1966 se pro archiv podařilo získat objekt bývalé synagogy v Hilbertově (tehdejší Thälmannově) ulici čp. 71, sloužící pak jako hlavní depozitář. Konsolidace archivu, jeho hmotné a personální vybavení, jakož i zpřístupnění nejdůležitějších archivních souborů, jsou spjaté s osobností Bořivoje Lůžka, který stál v čele archivu v letech 1949–1981. Lůžek rovněž v roce 1956 vydal Průvodce po archivu, první svého druhu v republice. Stejnou dobu jako Lůžek archiv vedl jeho bezprostřední nástupce Bohumír Roedl, a to do roku 2013. Po něm převzal řízení archivu Jan Mareš.
Po roce 1990 došlo u obou archivních budov ke změně vlastnických poměrů. Centrála čp. 57 se z poloviny stala majetkem Města Louny a restituentky, synagoga byla vrácena Židovské obci Teplice. Město Louny posléze od restituentky její podíl odkoupilo. Archiv se tak v obou budovách ocitl v nájmu. V roce 2008 získal od Úřadu pro zastupování státu ve věcech majetkových pozemek pro výstavbu nové účelové archivní budovy. Roku 2020 byla stavba zahájena, o rok později se archiv do nových prostor nastěhoval.

## Významné dokumenty uložené v archivu

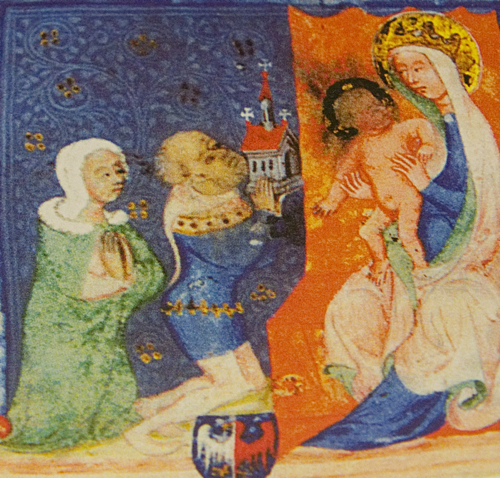
Albrecht starší z Kolowrat jako donátor kláštera v Dolním Ročově. Iluminace z Ročovského graduálu.

Především se jedná o soubor osmi městských knih zahájeného soudu z let 1347–1517, které jsou součástí archivního souboru Archiv města Loun. S výjimkou let 1363–1379 se jedná o úplnou chronologickou řadu. Soubor byl v roce 1977 prohlášen za archivní kulturní památku.
Nejstarší listina v archivu pochází z roku 1317. Dne 28. listopadu toho roku ji v Praze vydal Jan Lucemburský. Prominul v ní Lounům na šest let berni, aby si město mohlo opravit opevnění.
Součástí archivního souboru Archiv města Žatec je kopiář, který v roce 1383 založil Jan ze Žatce, který byl v té době městským písařem. Retrospektivně do něj přepsal starší panovnické listiny vydané pro město, které se v originálu do dnešní doby nedochovaly. Mezi ně patří i listina Přemysla Otakara II., udělující Žatci některé výsady charakterizující královské město.
Pro dějiny hudby a umění má význam soubor iluminovaných graduálů. Zápůjčkou od řádu Obutých augustiniánů (OSA) je graduál augustiniánského kláštera v Dolním Ročově. Pro konvent ho v roce 1375 nechal pořídit Albrecht starší z Kolowrat. Dále to jsou graduály lounských literátských bratrstev. Dvousvazkový latinský byl pořízen v roce 1530 a pochází z dílny Pavla Mělnického. Jednosvazkový graduál bratrstva českých literátů vznikl v dílně Jana Táborského z Klokotské Hory. Dokončený byl roku 1563. Většinu iluminací vytvořil Fabián Puléř, jehož to byla poslední práce.

## Knihovna
Kromě knihovny, věnované obecným a českým dějinám, obhospodařuje archiv rozsáhlý soubor regionální literatury, čítající přes 1600 knihovních jednotek týkajících se dějin Podbořanska, Žatecka, Postoloprtska a Lounska. Archiv má rovněž zpracovanou bibliografii celostátních i regionálních časopisů a sborníků se vztahem k historii regionu. Ta je, spolu s databází kronik uložených v archivu, zpřístupněná na stránkách Státního oblastního archivu v Litoměřicích.

## Publikační činnost
V letech 1985–2001 vydal archiv deset svazků Sborníku okresního archivu v Lounech. Jeho příspěvky byly zaměřeny na dějiny a archeologii Lounska a Žatecka. Od roku 2010 je archiv spoluvydavatelem konferenčního sborníku Poohří. Kromě toho vydal archiv následující publikace:
- Patrovská, Zdena – Roedl, Bohumír, Biografický slovník okresu Louny, albis international, Ústí nad Labem 2000, 118 s., ISBN 80-86067-50-5.
- Roedl, Bohumír (ed.), Svědectví z morového času. Kniha svědeckých výpovědí u městského soudu v Žatci z let 1580–1587, Praha a Louny 2003, ISBN 80-86791-04-1 (Spolu s nakladatelstvím Koniasch Latin Press).
- Horák, Tomáš, Varhany a varhanáři Lounska, Žatecka a Podbořanska, albis international, Ústí nad Labem 2003, 151 s., ISBN 80-86067-77-7.
- Roedl, Bohumír, Vademecum městské správy v Lounech v letech 1573–1727, albis international, Ústí nad Labem 2004, 142 s., ISBN 80-86067-99-8.
- Mareš, Jan – Patrovská, Zdena, Osvobození nebo porážka? Říjen 1918 na Lounsku, Podbořansku a Žatecku očima Čechů a Němců, Státní oblastní archiv v Litoměřicích 2018, 50 s., ISBN 978-80-904381-8-7.

## Galerie

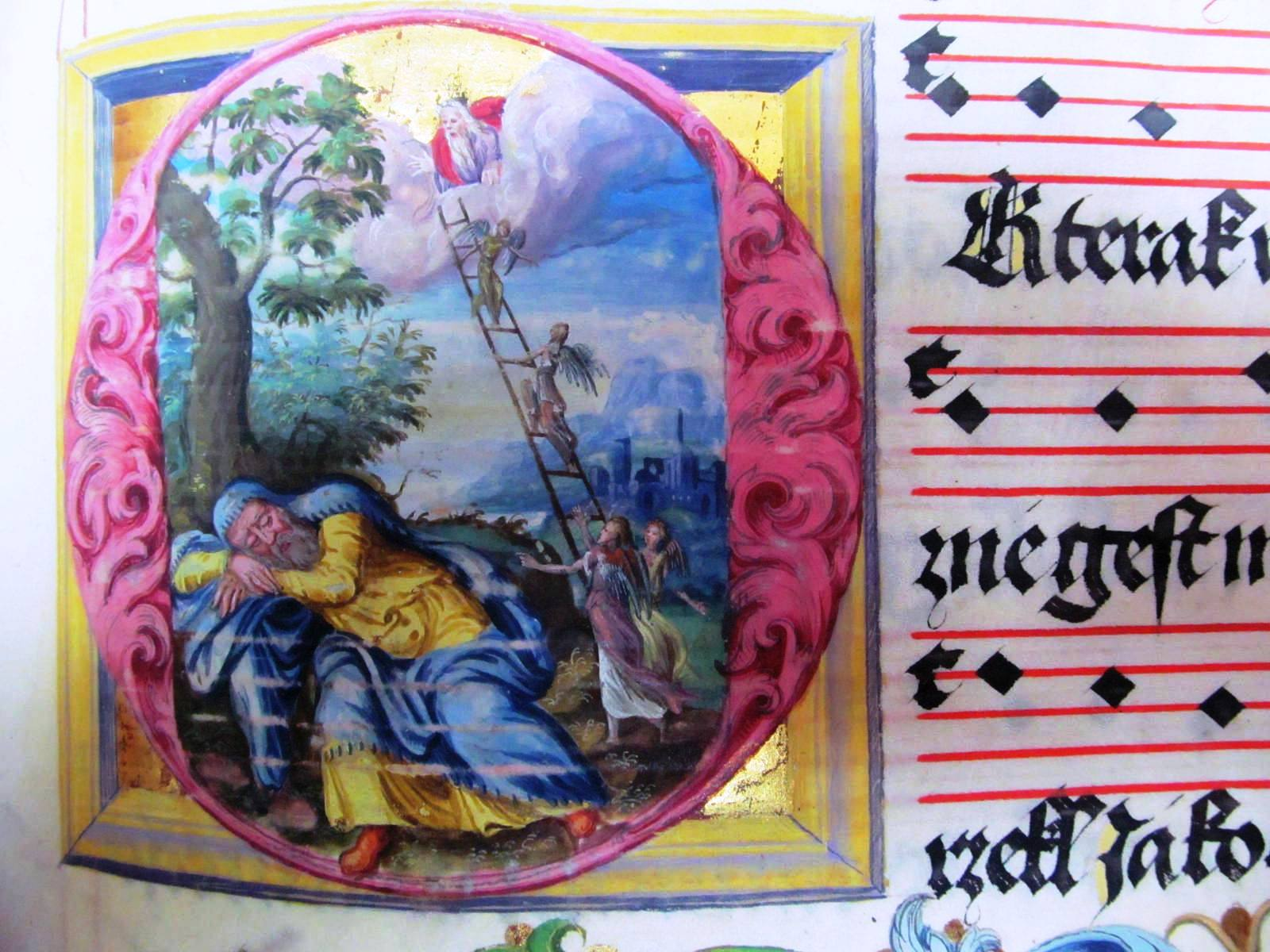
Jákobův sen. Iluminace z graduálu českého literátského bratrstva v Lounech z roku 1563
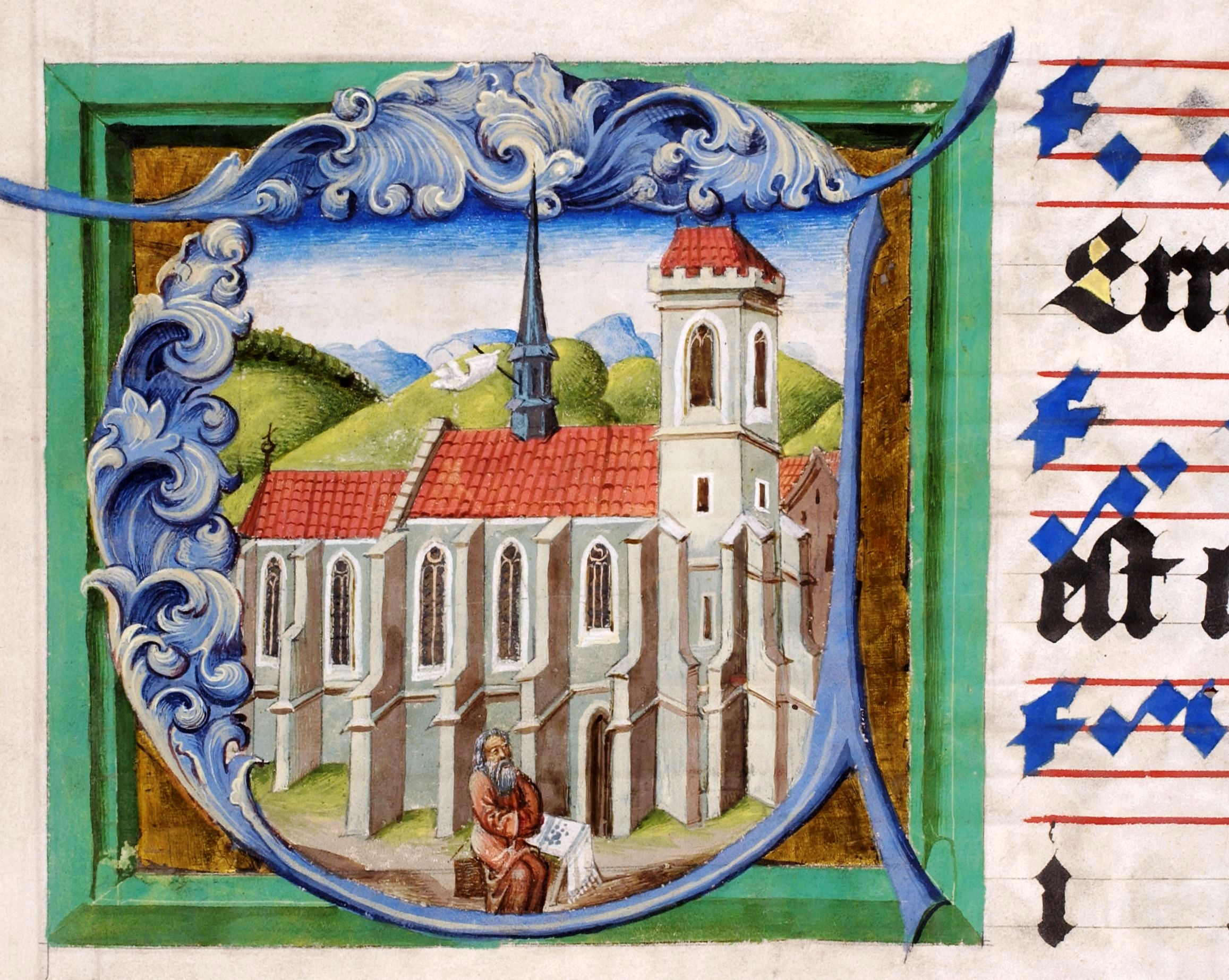
Iluminace z graduálu latinského literátského bratrstva v Lounech z roku 1530